# Palacio de los Condes de Benavente (Cigales)
Las ruinas del Palacio-Fortaleza de los Condes de Benavente se encuentra en Cigales, provincia de Valladolid (Castilla y León, España).

## Historia
El año de construcción se desconoce, aunque se cree que fue construido a principios del siglo XV.
En 1501, Bernardino Fernández de Velasco, "Señor de Cigales", apela a Fernando El Católico para ampliar y mejorar la fortaleza, tras la denuncia de la Villa de Valladolid al considerarlo inoportuno.
Posteriormente, en 1517, Bernardino apela al rey Carlos V, para continuar con nuevas reformas, mal vistas de nuevo por la Villa de Valladolid y es en 1520 cuando llega el palacio-fortaleza a su máximo esplendor.
En 1521 los Comuneros derribaron y quemaron el Palacio, siendo teniente del palacio Don Juan de Acuña, primo del Conde de Benavente. En años posteriores fue gobernador de la villa, al menos durante unas décadas.

### Decadencia y ruina del palacio

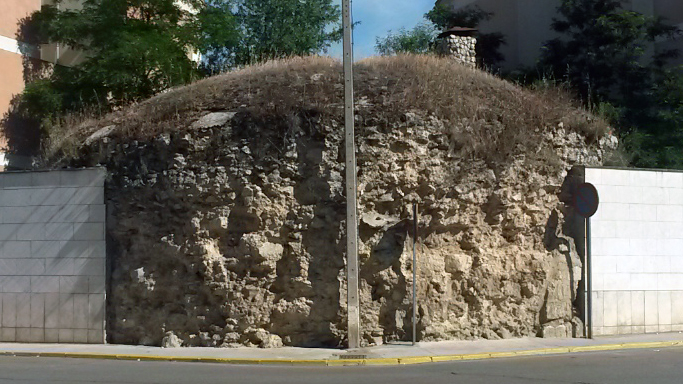
Restos de uno de los cubos en Avenida Valladolid.

A partir de 1633, se pide con urgencia numerosos reparos en el palacio, que comenzaba a desmoronarse las paredes y se abrían portillos y se sustraían piedra y madera. En esta ocasión fue de nuevo acondicionado.
A partir de 1781, el conde da permiso a habitar una choza a diferentes familias, agravando la situación del palacio, pero compromete a los nuevos inquilinos y sucesivos a vigilar las sustracciones de piedra.
En 1952, tras varios intentos de compra de la finca con los restos de la Fortaleza a los propietarios por parte del Ayuntamiento de Cigales, la finca es expropiada para la construcción de viviendas protegidas, las cuales nunca llegaron a ser construidas.
La finca fue permutada por el Prado El Cocero y los nuevos propietarios construyeron viviendas en el terreno.

### Estado Actual
Del palacio solo se conservan la base de dos de los cuatro cubos, de propiedad privada.

## Descripción arquitectónica

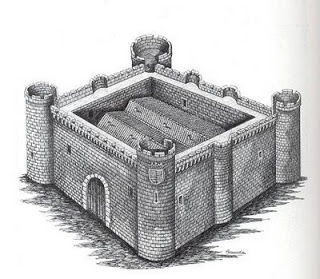
Grabado Palacio del Conde de Benavente.

La estructura del palacio correspondía al típico palacio renacentista de planta rectangular con cuatro torres angulares circulares defensivas y patio interior.
Las paredes o muros exteriores eran de piedra sillar de 62.19 m. uniendo cada uno de los cuatro cubos. La superficie de cada cubo era de 153,93 metros. La superficie ocupada por el palacio era de 9.216 metros cuadrados. Disponía de varios silos subterráneos, pozo y aljibe. Poseyó 23 aposentos o estancias. La mayoría de las ventanas exteriores poseían rejas de hierro.
Poseía varias puertas de acceso, la principal, que daba a la que fuera la plaza del Campillo Grande, orientada al norte, y otra para la servidumbre orientada al sur, al Camino Real.
Poseyó un escudo de Armas del Conde de Benavente en uno de los cubos.

## Personajes ilustres hospedados
- Juan II de Castilla, en 1427.
- Enrique IV.
- Maximiliano II de Habsburgo y María de Austria, padres de Ana de Austria.
- Ana de Austria, nacida en dicho palacio.
- Felipe III.

En este palacio también estuvieron presos el Conde de Maqueda, Jorge de Cárdenas y Manrique de Lara en el año 1605 y el Conde de Osorno.